# Patinatge artístic als Jocs Olímpics d'hivern de 1932 - Individual masculí
En els Jocs Olímpics d'Hivern de 1932 celebrats a Lake Placid (Estats Units d'Amèrica) es realitzà una competició de patinatge artístic sobre gel en categoria masculina, que unida a la competició femenina i per parelles conformà la totalitat del programa oficial del patinatge artístic als Jocs Olímpics d'hivern de 1932. La competició se celebrà a l'Estadi Olímpic de Lake Placid entre els dies 8 i 9 de febrer de 1932.

## Comitès participants
Hi participaren un total de 12 patinadors de 8 comitès nacionals diferents.
| - Alemanya (1) - Àustria (1) - Canadà (1) - Estats Units (4) |  | - Finlàndia (1) - Japó (2) - Suècia (1) - Txecoslovàquia (1) |

## Resum de medalles
| Or           | Argent           | Bronze            |
| Karl Schäfer | Gillis Grafström | Montgomery Wilson |

## Resultats
Després de tres victòries consecutives del suec Gillis Grafström en aquesta edició s'hagué de conformar amb la medalla de plata al xocar amb un fotògraf durant la realització del seu exercici. L'austríac Karl Schäfer aconseguí la primera medalla d'or pel seu país en aquesta competició.
| Posició | Patinador         | Punts | Marcador |
| ------- | ----------------- | ----- | -------- |
| 1       | Karl Schäfer      | 9     | 2602.0   |
| 2       | Gillis Grafström  | 13    | 2514.5   |
| 3       | Montgomery Wilson | 24    | 2448.3   |
| 4       | Marcus Nikkanen   | 28    | 2420.1   |
| 5       | Ernst Baier       | 35    | 2334.8   |
| 6       | Roger Turner      | 40    | 2297.6   |
| 7       | James Madden      | 52    | 2049.6   |
| 8       | Gail Borden       | 54    | 2110.8   |
| 9       | Kazuyoshi Oimatsu | 67    | 1978.6   |
| 10      | Walter Langer     | 70    | 1964.3   |
| 11      | William Nagle     | 77    | 1884.8   |
| 12      | Ryuichi Obitani   | 79    | 1856.7   |